# Список секретарів з відносин із державами

## Секретарі з відносин із державами
1. Архієпископ Анджело Содано (1988–1990)
2. Архієпископ Жан-Луї Торан (1990–2003)
3. Архієпископ Лайоло Джованні (2003–2006)
4. Архієпископ Домінік Мамберті (2006-2014)
5. Архієпископ Пол Галлахер (з 8 листопада 2014)